# Camerata Cornello
 Camerata Cornello  és una  comune  italiana de la província de Bèrgam, regió de Llombardia, amb 646 habitants.
Hi va néixer el fundador del Servei de Correus, Francesc I de Tassis.

## Evolució demogràfica
Cens d'habitants